# Nokia 5070
Nokia 5070 – telefon komórkowy wyprodukowany przez firmę Nokia. Wyposażony w aparat fotograficzny oraz funkcję IrDA. Ma GPRS, MMS, Java oraz EDGE.

## Dane techniczne

### Wymiary
Telefon ma wymiary 105,4 x 44,3 x 18,6 mm, a jego masa wynosi 88 g. Objętość wynosi 73 cm3.

### Wyświetlacz
Wyświetlacz CSTN ma 65536 kolorów. Rozdzielczość wynosi 128 x 160 pikseli. Duże wymiary sprawiają, że jest bardzo czytelny.

### Video
Komórka ma aparat fotograficzny VGA oraz kamerę video. Możliwe jest przesyłanie zdjęć i filmów z telefonu do sieci za pośrednictwem kabla USB.

### Muzyka
Wyposażony w odtwarzacz mp3, True Tone oraz dzwonki polifoniczne do 24 tonów.

### Inne dane
- Pamięć wynosi 4,3 MB
- Pojemność akumulatora wynosi 820 mAh.